# Xã Escanaba, Michigan
Xã Escanaba (tiếng Anh: Escanaba Township) là một xã thuộc quận Delta, tiểu bang Michigan, Hoa Kỳ. Năm 2010, dân số của xã này là 3.482 người.